# Torre Preston

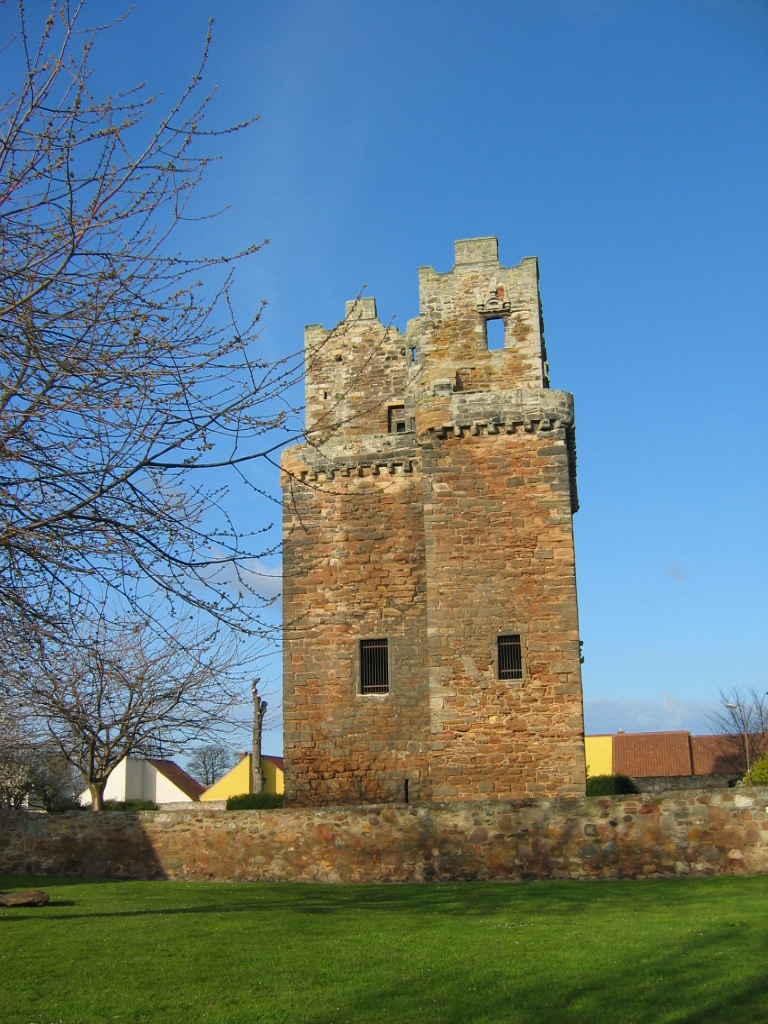
Torre Preston, Escócia.

A Torre Preston (em inglês:  Preston Tower) é uma torre atualmente em ruínas localizada em Prestonpans, East Lothian, Escócia.

## História
Foi queimada por Eduardo Seymour, 1.º Duque de Somerset durante o chamado The Rough Wooing de Henrique VIII de Inglaterra, queimada segunda vez em 1650 pelas tropas de Oliver Cromwell e uma terceira vez em 1663 por acidente.
Encontra-se classificado na categoria "A" do "listed building" desde 5 de fevereiro de 1971.